# 김태형 (1993년)
김태형(金泰亨, 1993년 7월 17일 ~ )은 전 KBO 리그 LG 트윈스의 투수이다.

## NC 다이노스시절
2012년 한국프로야구 신인 드래프트 1라운드 종료 후 특별 지명됐다. 첫 시즌에는 팀이 퓨처스리그 경기에만 참가해 2군에만 머물렀고, 시즌 후 2012년 11월 18일에 임창민과 차화준을 상대로 넥센 히어로즈에 트레이드됐다.

## 넥센 히어로즈시절
이적 후에도 2군에만 머물렀고, 이후 2016년 KBO 리그 2차 드래프트에서 1라운드 2순위로 지명돼 LG 트윈스로 이적했다.

## LG 트윈스시절
공익근무 이후 복귀해 2018년 8월 14일 KIA전에서 구원 등판하며 데뷔 첫 경기를 치렀고, 경기에서 1이닝 2피안타, 4사사구, 4실점으로 부진했다.

## 출신 학교
- 인천창영초등학교
- 동인천중학교
- 동산고등학교

## 통산 기록
| 연도 | 팀명  | 평균자책점 | 경기 | 완투 | 완봉 | 승 | 패 | 세 | 홀 | 승률 | 타자 | 이닝 | 피안타 | 피홈런 | 볼넷 | 사구 | 탈삼진 | 실점 | 자책점 |
| ---- | ----- | ---------- | ---- | ---- | ---- | -- | -- | -- | -- | ---- | ---- | ---- | ------ | ------ | ---- | ---- | ------ | ---- | ------ |
| 2018 | LG    | 36.00      | 1    | 0    | 0    | 0  | 0  | 0  | 0  | -    | 8    | 1    | 2      | 0      | 4    | 0    | 0      | 4    | 4      |
| 통산 | 1시즌 | 36.00      | 1    | 0    | 0    | 0  | 0  | 0  | 0  | -    | 8    | 1    | 2      | 0      | 4    | 0    | 0      | 4    | 4      |